# Archidendron glomeriflorum
Archidendron glomeriflorum là một loài thực vật có hoa trong họ Đậu. Loài này được (Kurz) I.C.Nielsen miêu tả khoa học đầu tiên.